# 한국의 철도 전철화
한국의 철도 전철화는 한국(대한민국과 조선민주주의인민공화국)에 존재하는 철도의 전철화를 의미한다.

## 역사 (대한민국 기준)

### 고속철도 전용선
- 강릉선
  - 2017년 12월 22일: 서원주역 ~ 강릉역구간 120.7km 개통.
  - 2020년 3월 : 강릉삼각선

- 경부고속선
  - 2004년 4월 1일: 금천구청역 ~ 신동역구간 223.6km 개통.
  - 2010년 11월 1일: 동대구역 ~ 부산역구간 122.8km 개통.

- 호남고속선
  - 2015년 4월 2일: 오송 ~ 광주송정역구간 183.8km 개통.

- 수서평택고속선
  - 2016년 12월 9일: SRT 수서역~평택분기점구간 61.1km 개통

- 중부내륙선
  - 2021년 12월 31일: 부발역~충주역

### 일반선
- 경부선
  - 1974년 8월 15일: 서울 지하철 1호선 개통과 더불어 서울역 ~ 수원역까지 41.5km 전철화.(지상 서울역 급행 정차홈에도 설치)
  - 2003년 4월 30일: 경부선 수원역 ~ 병점역
  - 2003년 12월: 가야선 복선전철화.
  - 2004년 4월 1일: KTX 개통으로 인하여 경부선 대전조차장 ~ 옥천역, 신동 ~ 부산역 전철화.
  - 2005년 1월 20일: 병점역 ~ 천안역
  - 2005년 3월 30일: 천안역 ~ 조치원역
  - 2005년 7월 1일: 조치원역 ~ 대전조차장역 분기점.
  - 2006년 12월 8일: 옥천역 ~ 신동역구간 전철화로 경부선 전구간 전철화.

- 경인선
  - 1974년 8월 15일 : 서울지하철 1호선 개통과 함께 구로역~인천역까지 27km 전철화.[1]

- 경원선
  - 1944년 4월: 복계 ~ 고산역 구간 (직류 1500V)
  - 1974년 8월 15일: 서울지하철 1호선 개통과 더불어 청량리 ~ 성북역(現 광운대역)구간 18.2km 전철화.
  - 1978년 12월 9일: 용산역 ~ 청량리역
  - 1985년 8월 22일: 성북역(現 광운대역) ~ 창동역
  - 1986년 9월 2일: 창동역 ~ 의정부역
  - 1987년 10월 5일: 의정부 ~ 의정부북부역(現 가능역)
  - 2006년 12월 15일: 가능 ~ 소요산역
  - 2023년 12월 16일: 소요산역 ~ 연천역

- 경의선
  - 2004년 4월 1일: KTX 수도권철도차량정비단로 인한 서울 ~ 행신역구간 11.6km 전철화
  - 2009년 7월 1일: 행신역 ~ 문산역
  - 2014년 6월 30일: 수색직결선
  - 2020년 3월 28일: 문산역 ~ 임진강역
  - 2021년 12월 11일: 임진강역 ~ 도라산역

- 경전선
  - 2004년 3월 24일: 호남선 복선 전철화 준공으로 북송정삼각선 - 광주선 분기 단선전철화
  - 2010년 12월 15일: 낙동강 ~ 마산역 (미전선 포함)
  - 2012년 12월 5일: 마산 ~ 진주역
  - 2015년 9월 30일: 순천역 ~ 광양역
  - 2023년 6월 23일:  광양역 ~ 진주역

- 경춘선
  - 2010년 12월 21일: 망우역~ 춘천역 복선전철화

- 경강선
  - 2016년 9월 24일: 판교 ~ 여주역

- 과천선
  - 1993년 1월 15일: 금정 ~ 인덕원역
  - 1994년 4월 1일: 인덕원역 ~ 남태령역

- 금강산선
  - 1924년 : 철원 ~ 김화역 (직류 1500V)

- 동해선
  - 2015년 2월 24일: 모량신호장 ~ 포항역
  - 2016년 4월 29일: 부전역 ~ 일광역
  - 2021년 12월 28일: 일광역 ~ 태화강역~ 모량신호장 개통.
  - 2025년 1월 1일: 포항역 ~ 동해역

- 망우선
  - 1973년 6월 20일: 망우 ~ 성북역(現 광운대역) 4.9km 전철화.

- 분당선
  - 1994년 9월 1일: 수서역 ~ 오리역
  - 2003년 9월 3일: 선릉역 ~ 수서역
  - 2007년 12월 24일: 오리 ~ 죽전역
  - 2011년 12월 28일: 죽전 ~ 기흥역
  - 2012년 10월 6일: 왕십리역 ~ 선릉역
  - 2012년 12월 1일: 기흥역 ~ 망포역
  - 2013년 11월 30일: 망포 ~ 수원역

- 서해선
  - 2024년 11월 2일: 서화성 ~ 홍성역

- 수인선
  - 2012년 6월 30일:오이도 ~ 송도역
  - 2015년 9월 4일: 송도 ~ 인천역
  - 2020년 9월 12일: 수원 ~ 한대앞역

- 신분당선
  - 2011년 10월 28일: 강남역 ~ 정자역
  - 2016년 1월 30일: 정자역 ~ 광교역
  - 2022년 5월 28일: 강남역 ~ 신사역

- 안산선
  - 1988년 10월 26일: 금정 ~ 안산역구간 19.5km 개통.
  - 2000년 7월 28일: 안산역 ~ 오이도역

- 영동선
  - 1975년 12월 5일: 철암역 ~ 동해역구간 61.5km 전철화.
  - 1997년 3월 28일: 영주역 ~ 철암역
  - 2005년 9월 8일: 동해역 ~ 강릉역

- 인천국제공항철도
  - 2007년 3월 23일 : 김포공항역 ~ 인천공항1터미널역
  - 2010년 12월 29일 : 서울 ~ 김포공항역
  - 2018년 1월 13일 : 인천공항1터미널역 ~ 인천공항2터미널역 개통

- 장항선
  - 2008년 12월 15일 : 천안 ~ 신창
  - 2020년 12월 10일 : 익산 ~ 대야역
  - 2024년 11월 2일 : 신창 ~ 홍성

- 전라선
  - 2011년 10월 5일: 익산역 ~ 여수역

- 중앙선
  - 해방 직후 : 일본에서 자재와 차량을 구입하여 중앙선 단양역 ~ 풍기역 간의 전철화가 추진되었다.[2] 그러나 한국전쟁 도중이던 1951년에 전철화용 전선을 서울전차 복구에 활용하였고[3], 이후 전철화 사업은 한동안 중단되었다.
  - 1973년 6월 20일: 청량리 ~ 제천역구간 154.9km 첫 교류전철화 개통 (25000V-60Hz)[4]
  - 1987년 12월 : 제천역 ~ 단성역
  - 1988년 12월 23일: 단성역 ~ 영주역
  - 2021년 1월 5일: 영주역 ~ 안동역
  - 2021년 12월 28일: 영천역 ~ 경주역
  - 2024년 12월 20일: 안동역 ~ 영천역

- 충북선
  - 2005년 3월 30일: 조치원역 ~ 봉양역구간 전철화로 충북선 전구간 전철화.

- 태백선
  - 1974년 6월 20일: 제천역 ~ 고한역구간 80.1km 전철화.
  - 1975년 12월 5일: 고한역 ~ 백산역구간 23.7km 전철화.
  - 1976년 12월 30일: 함백선 전철화

- 호남선
  - 2004년 4월 1일: KTX 개통으로 대전조차장~ 목포역구간 252.5km 전철화.

## 역사 (조선민주주의인민공화국 기준)
- 전구간 전철화(직류 3000V)[5]
  - 평부선
  - 평의선
  - 강원선

## 목록

### 대한민국

#### 한국철도공사
- 전구간 전철화(직류 1500V)
  - 일산선

- 전구간 전철화(교류 25000V 60Hz)
  - 가야선
  - 경의선
  - 경인선
  - 경부선
  - 경강선
  - 경부고속선
  - 경춘선
  - 과천선
  - 동해선
  - 망우선
  - 미전선
  - 분당선
  - 서해선
  - 수인선
  - 수서평택고속선
  - 안산선
  - 영동선
  - 전라선
  - 중앙선
  - 충북선
  - 태백선
  - 호남선
  - 호남고속선

- 일부구간 전철화(교류 25000V 60Hz)
  - 경원선 (용산-연천역)
  - 장항선 (천안-홍성역)
  - 경전선 (삼랑진-순천, 동송정-광주송정)

#### 한국철도공사 이외의 철도
- 직류 750V
  - 부산 도시철도 4호선
  - 용인 경전철

- 직류 1500V
  - 서울 지하철 1호선
  - 서울 지하철 2호선
  - 서울 지하철 3호선
  - 서울 지하철 4호선
  - 서울 지하철 5호선
  - 서울 지하철 6호선
  - 서울 지하철 7호선
  - 서울 지하철 8호선
  - 서울 지하철 9호선
  - 대전 지하철 1호선
  - 대구 도시철도 1호선
  - 대구 도시철도 2호선
  - 부산 도시철도 1호선
  - 부산 도시철도 2호선
  - 부산 도시철도 3호선
  - 광주 도시철도 1호선
- 교류 25000V 60Hz
  - 인천국제공항철도
  - 신분당선

## 통계
2022년 철도통계연보에 나온 연도별 전철화율이다.
| 년도              | 1972년                | 1975년 | 1981년  | 1985년                              | 1990년  | 1995년  | 2000년 | 2004년                         | 2005년  | 2010년                         | 2015년                         | 2020년  | 2021년  | 2022년  |
| ----------------- | --------------------- | ------ | ------- | ----------------------------------- | ------- | ------- | ------ | ------------------------------ | ------- | ------------------------------ | ------------------------------ | ------- | ------- | ------- |
| 철도거리(km,누계) | -                     | -      | 3,121.3 | 3,120.6                             | 3,091.3 | 3,101.2 | 3,123  | 3,374.1                        | 3,392   | 3,557.3                        | 3,944.3                        | 4,154.3 | 4,192.3 | 4,192.3 |
| 전철거리(km,누계) | 10.6                  | 406.9  | 425.8   | 429.4                               | 522.4   | 556.3   | 668.7  | 1,585.8                        | 1,669.9 | 2,147                          | 2,727.3                        | 3,043   | 3,273.7 | 3,292.1 |
| 전철화율(%)       | -                     | -      | 13.64%  | 13.76%                              | 16.9%   | 17.94%  | 21.41% | 47%                            | 49.23%  | 60.35%                         | 70.94%                         | 73.25%  | 78.09%  | 78.53%  |
| 비고              | 태백선 증산~고한 구간 |        |         | 경원선 성북~창동 구간 복선전철 개통 |         |         |        | 경부고속선 1단계 구간 개통포함 |         | 경부고속선 2단계 구간 개통포함 | 호남고속선 1단계 구간 개통포함 | SR포함  | SR포함  | SR포함  |